# Obična borovnica
Borovnica (lat. Vaccinium myrtillus) je biljka iz porodice Vaccinium.
Borovnica je maleni višegodišnji grm. Neki primjerci mogu opstati i do 15 godina. Naraste od 10-60 cm, rijetko do 90 cm. Ima zeleni korijen, koji izbija iz rizoma. Listovi su joj od 1-3 cm dugi, ovalni ili eliptični. Listopadna je biljka, novi listovi izbijaju krajem travnja i početkom svibnja, a opadaju krajem rujna do listopada. Plodovi dozrijevaju od kraja svibnja do srpnja, zavisno o nadmorskoj visini i položaju. Kod nas najviše raste u Gorskom kotaru te na Velebitu. Ima je i na Medvednici, Ivanščici, Strahinjščici, Samoborskom gorju, Žumberku, Ličkoj Plješivici, Papuku i Psunju.

## Kemijski sastojci
Kemijski sastojci plodova borovnice su: šećer, tanini, vitamini B i C. Plod sadrži i karotin, mirtilin (mirtilin klorid) od kojeg potječe boja ploda, te albuminoid, pektin, mineralne soli, masna ulja i proteine. Plod borovnice također sadrži organske kiseline kao što su: limunska, jabučna, benzojeva, oksalna. U listovima borovnice ima više tanina nego u plodovima. Tanini koji se mogu naći u listu su: arbutin, antocijanovi glikozidi(300-698 mg/100 g), neomirtilin. Ostali sastojci lista su cerilni alkohol, nekoliko organskih kiselina, eterska ulja, vitamin C i drugi.
| Sastav 100 gr plodova |                  |
| Kalorija              | 176 kJ (42 kcal) |
| Voda                  | 84,8 gr          |
| Bjelančevine          | 0,6 gr           |
| Ugljikohidrati        | 7,4 gr           |
| Vlakna                | 4,9 gr           |
| Masti                 | 0,6 gr           |
| Masne kiseline        | 0,4 gr           |
| Vitamini i minerali   |                  |
| Vitamin A             | 1,6 mg           |
| Vitamin B1            | 0,04 mg          |
| Vitamin B2            | 0,08 mg          |
| Vitamin B6            | 0,1 mg           |
| Vitamin B9            | 3,0 mg           |
| Vitamin C             | 30,0 mg (5-10)   |
| Vitamin E             | 1,9 mg           |
| Vitamin PP            | 0,3 mg           |
| Vitamin P             | do 600 mg        |
| Kalcij                | 13,0 mg          |
| Željezo               | 0,7 mg           |
| Bakar                 | 0,1 mg           |
| Magnezij              | 2,0 mg           |
| Mangan                | 4,0 mg           |
| Natrij                | 1,0 mg           |
| Fosfor                | 13,0 mg          |
| Kalij                 | 73,0 mg          |
| Cink                  | 0,1 mg           |

## Upotreba borovnice
Borovnica je ljekovita biljka s ukusnim plodovima i ima svoju namjenu kako u medicini tako i u kulinarstvu. Plodovi su bogati željezom i vitaminima. Postoji više načina pripreme borovnice u ljekovite i kulinarske svrhe. Najčešće se koristi za spravljanje čajeva, sokova i marmelada. Ljekoviti dijelovi biljke su i listovi, plodovi i korijen, koji se sabiru prije sazrijevanja plodova i suše se na sjenovitom i zračnom mjestu. Plodovi se prikuplaju ljeti i suše se na suncu.
Medicinska upotreba borovnice je za: Insuficijenciju jetre i žuči, proljev, dizenteriju, aterosklerozu, probleme s cirkulacijom i dijabetes.
Preporučeno je borovnicu koristiti u svježem stanju, u količini koliko se može pojesti bez prejedanja. Svježe iscijeđen sok od borovnice je također vrlo preporučljiv. Slastice, pekmez te sladoled od borovnice nemaju nikakav pozitivan utjecaj na zdravlje. Konzumacija svježih plodova odnosno ekstrakta povoljno djeluje kao preventiva kod glaukoma i mrene, poboljšava vid kod hemeralopije te dijabetičarske retinopatije.
Uzgojne visokorodne sorte američke borovnice, koje i kod nas postaju sve češće na tržištu, i same su vrijedno i zdravo voće, no ne mogu se niti po sadržaju vitamina, niti po utjecaju na zdravlje uspoređivati s našom domaćom borovnicom. Osim toga u intenzivnom uzgoju spomenute uvelike se koriste pesticidi, što dodatno umanjuje vrijednost njenih plodova.

## Korištenje u pučkoj medicini
Čaj od mladih listova borovnice je sredstvo protiv proljeva, katara, grčeva u želucu, kašlja i diabetesa. Plodovi borovnice se koriste protiv hemoroida, neuredne stolice, nadimanja, slabog apetita i nametnika u probavnom traktu. 
Zrele i svježe borovnice su odlično pomoćno i dijetalno sredstvo kod problema s jetrom, te kod problema žuči i žučnih puteva. Borovnicu pučki ljekari preporucuju kao pomoć kod akutnih i kroničnih oboljenja probavnog trakta. Zbog slatkog okusa lako se daje djeci protiv zdravstvenih problema. Dobro je sredstvo za kronični proljev. 
Čaj od mladih listova ubranih prije cvatnje se koristi za regulaciju šećera u krvi. Ova osobina lista borovnice da regulira šećer u krvi pripisuje se sadržaju antocijanin glikozida.
Pri dugotrajnoj upotrebi listova borovnice ili kod predoziranja javlja se kronično trovanje.

## Imena
U Hrvata postoje dosta sinonima za ovu vrstu: crna borovnica, mrče divja, mrtovnica, risnca (Gerovo), risje i risnica (zagrebačko područje) i vresinje (Bosna).
- Borovnica cvijet
- Borovnica cvijet
- Borovnica cvijet
- Borovnica
- Jesenji listovi borovnice
- List borovnice
- Plod borovnice, presijek

## Vanjske poveznice
- PFAF database Vaccinium myrtillus

|  | Wikivrste imaju podatke o taksonu Obična borovnica |